# Société tchadienne des postes et de l'épargne
Pour les articles homonymes, voir La Poste.
Société tchadienne des postes et de l'épargne (STPE) est l’opérateur public du service postal au Tchad, désigné pour prendre en charge le service postal universel pendant la période d’exclusivité définie par l’État dans le cadre d’un contrat de plan,.

## Réglementation
La STPE, créée par la loi 008/PR/1998 du 17 août 1998, est reconduite par la loi n° 015/PR/2014 du 21 mars 2014. Elle est dotée de l’autonomie financière et de gestion, et placée sous la tutelle du Ministère des Nouvelles Technologies de l’Information et de la Communication. L’Autorité de régulation des communications électroniques et des postes (ARCEP) est chargée de veiller au respect des règles de fonctionnement du secteur des Postes.

## Activités
Les missions de la STPE sont définies par la loi :
- assurer le service postal ;
- créer et introduire de nouveaux services financiers postaux et bancaires ;
- assurer le service postal universel ;
- assurer le service express intérieur et international ;
- assurer le service de coursier de ville à ville à l'intérieur du pays ;
- exploiter les points postaux par des correspondants postaux ;
- assurer l'exploitation commerciale du transport national des colis postaux ou paquets poste.